# Juventude Esportiva de Vitória da Conquista
O Juventude Esportiva de Vitória da Conquista é um clube brasileiro de futebol feminino da cidade de Vitória da Conquista, no estado da Bahia, onde manda seus jogos no Estádio Edivaldo Flores.

## História
A ideia de fundar o Juventude surgiu pelo ex-jogador de futebol masculino Claudir Oliveira que foi campeão pelo Bahia no ano de 1988. O ex-jogador buscava divulgar o futebol feminino no sul da Bahia, quando em outubro de 2012 fundou a Juventude Esportiva de Vitória da Conquista.
No ano de 2019 o presidente do Juventude fez uma parceria junto a prefeitura de Belo Campo, cidade vizinha de Vitória da Conquista, quando passou a se chamar temporariamente como Esporte Clube Juventude de Belo Campo, tendo mudado as cores para azul e amarelo, onde consegui ser vice-campeão baiano, perdendo o título para o Bahia. 
O retorno para Vitória da Conquista, a sua cidade de origem, ocorreu em 2020, quando no mesmo ano não ocorreria a disputa do Campeonato Baiano Feminino, competição suspensa em razão da pandemia de Covid-19. Com isso, a equipe alviverde conseguiria a vaga para disputar o Brasileirão Feminino A2 2021. 
Em 2021, a Juventude de Vitória da Conquista estreou na Série A2 do Campeonato Brasileiro contra a equipe do Mixto, tendo sido derrotada por 2 a 1.. O Juventude acabaria na 4º posição do Grupo E, não conseguindo se classificar para as oitavas de final da competição.

## Principais títulos e campanhas de destaque
| Ano  | Torneio                                       | Título ou campanha de destaque |
| ---- | --------------------------------------------- | ------------------------------ |
| 2016 | Campeonato Baiano de Futebol Feminino de 2016 | Vice-campeã baiana             |
| 2019 | Campeonato Baiano de Futebol Feminino de 2019 | Vice-campeã baiana             |